# Ашраф Хакімі
Ашраф Хакімі (араб. أشرف حكيمي, ісп. Achraf Hakimi, нар. 4 листопада 1998, Мадрид, Іспанія) — марокканський футболіст, правий півзахисник «Парі Сен-Жермен» та національної збірної Марокко.

## Клубна кар'єра
Народився 4 листопада 1998 року в Мадриді в родині марокканців. Розпочав займатись футболом у клубі «Колонія Офігеві», а у вісім років потрапив в академію клубу «Реал Мадрид». Виступав за дитячі та юнацькі команди клубу всіх вікових категорій. В червні 2016 року був заявлений за резервну команду «Реал Мадрид Кастілья», за яку в першому сезоні відіграв 28 матчів у Сегунді Б.
19 серпня 2017 року Ашраф був підвищений до головної команди «Реал Мадрид», ставши дублером Данні Карвахаля. Дебютував за першу команду у Ла Лізі 1 жовтня 2017 року в матчі проти «Еспаньйола» (2:0). Протягом сезону відіграв за королівський клуб дев'ять матчів у національному чемпіонаті та ще вісім в інших змаганнях.
18 липня 2018 року на умовах дворічної оренди приєднався до дортмундської «Боруссії», в якій за час оренди поступово став одним з основних гравців.
2 липня 2020 уклав п'ятирічний контракт з італійським «Інтернаціонале», який сплатив за трансфер гравця близько 40 мільйонів євро. 26 вересня дебютував в іграх Серії A, відзначивши свій дебют результативною передачею, а вже за чотири дні у своїй другій грі в італійській першості забив свій перший гол за нову команду.
Через рік, у липні 2021-го, Ашраф Хакімі підписав 5-річний контракт з «Парі Сен-Жермен», який заплатив за нього 60 мільйонів євро.

## Виступи за збірні
Протягом 2015—2016 років залучався до складу молодіжної збірної Марокко. На молодіжному рівні зіграв у 4 офіційних матчах.
11 жовтня  2016 року дебютував в офіційних матчах у складі національної збірної Марокко у товариській грі проти збірної Канади. 1 вересня 2017 року у відбірковому матчі чемпіонату світу 2018 року забив свій перший м'яч у складі збірної. В підсумку він допоміг своїй команді виграти кваліфікаційну групу та пробитись на «мундіаль». На світовій першості був основним гравцем марокканців, взявши участь у всіх трьох іграх групового етапу, який його команда не подолала.
| Дата       | Місто           | Господарі         | Результат               | Гості             | Турнір                                     | Голи | Примітки |
| ---------- | --------------- | ----------------- | ----------------------- | ----------------- | ------------------------------------------ | ---- | -------- |
| 11-10-2016 | Марракеш        | Марокко           | 4 – 0                   | Канада            | товариський матч                           | -    | 67'      |
| 1-9-2017   | Рабат           | Марокко           | 6 – 0                   | Малі              | Відбір до ЧС 2018                          | 1    |          |
| 5-9-2017   | Бамако          | Малі              | 0 – 0                   | Марокко           | Відбір до ЧС 2018                          | -    |          |
| 7-10-2017  | Касабланка      | Марокко           | 3 – 0                   | Габон             | Відбір до ЧС 2018                          | -    |          |
| 10-10-2017 | Біль (місто)    | Південна Корея    | 1 – 3                   | Марокко           | товариський матч                           | -    | 31'      |
| 11-11-2017 | Абіджан         | Кот-д'Івуар       | 0 – 2                   | Марокко           | Відбір до ЧС 2018                          | -    |          |
| 27-3-2018  | Касабланка      | Марокко           | 2 – 0                   | Узбекистан        | товариський матч                           | -    |          |
| 31-5-2018  | Каруж           | Марокко           | 0 – 0                   | Україна           | товариський матч                           | -    | 46'      |
| 4-6-2018   | Женева          | Словаччина        | 1 – 2                   | Марокко           | товариський матч                           | -    |          |
| 9-6-2018   | Таллінн         | Естонія           | 1 – 3                   | Марокко           | товариський матч                           | -    | 76'      |
| 15-6-2018  | Санкт-Петербург | Марокко           | 0 – 1                   | Іран              | ЧС 2018 - 1-й етап                         | -    |          |
| 20-6-2018  | Москва          | Португалія        | 1 – 0                   | Марокко           | ЧС 2018 - 1-й етап                         | -    |          |
| 25-6-2018  | Калінінград     | Іспанія           | 2 – 2                   | Марокко           | ЧС 2018 - 1-й етап                         | -    | 90+3'    |
| 8-9-2018   | Касабланка      | Марокко           | 3 – 0                   | Малаві            | Відбір до Кубка африканських націй 2019    | -    |          |
| 13-10-2018 | Касабланка      | Марокко           | 1 – 0                   | Коморські Острови | Відбір до Кубка африканських націй 2019    | -    |          |
| 16-10-2018 | Міцаміулі       | Коморські Острови | 2 – 2                   | Марокко           | Відбір до Кубка африканських націй 2019    | -    |          |
| 16-11-2018 | Касабланка      | Марокко           | 2 – 0                   | Камерун           | Відбір до Кубка африканських націй 2019    | -    |          |
| 20-11-2018 | Радес           | Туніс             | 0 – 1                   | Марокко           | товариський матч                           | -    | 69'      |
| 26-3-2019  | Танжер          | Марокко           | 0 – 1                   | Аргентина         | товариський матч                           | -    |          |
| 12-6-2019  | Марракеш        | Марокко           | 0 – 1                   | Гамбія            | товариський матч                           | -    | 46'      |
| 16-6-2019  | Марракеш        | Марокко           | 2 – 3                   | Замбія            | товариський матч                           | -    | 42'      |
| 23-6-2019  | Каїр            | Марокко           | 1 – 0                   | Намібія           | Кубок африканських націй 2019 - 1-й етап   | -    |          |
| 28-6-2019  | Каїр            | Марокко           | 1 – 0                   | Кот-д'Івуар       | Кубок африканських націй 2019 - 1-й етап   | -    |          |
| 1-7-2019   | Каїр            | ПАР               | 0 – 1                   | Марокко           | Кубок африканських націй 2019 - 1-й етап   | -    |          |
| 5-7-2019   | Каїр            | Марокко           | 1 – 1 д.ч. (1 – 4 п.п.) | Бенін             | Кубок африканських націй 2019 - 1/8 фіналу | -    |          |
| 15-10-2019 | Танжер          | Марокко           | 2 – 3                   | Габон             | товариський матч                           | -    |          |
| 15-11-2019 | Рабат           | Марокко           | 0 – 0                   | Мавританія        | Відбір до Кубка африканських націй 2021    | -    |          |
| 19-11-2019 | Бужумбура       | Бурунді           | 0 – 3                   | Марокко           | Відбір до Кубка африканських націй 2021    | 1    |          |
| Усього     |                 | Матчів            | 28                      |                   | Голів                                      | 2    |          |

## Досягнення
«Реал Мадрид»
- Володар Суперкубка УЄФА: 2017
- Володар Суперкубка Іспанії: 2017
- Переможець Клубного чемпіонату світу: 2017
- Переможець Ліги чемпіонів УЄФА: 2017–18

«Боруссія» (Дортмунд)
- Володар Суперкубка Німеччини: 2019

«Інтернаціонале»
- Чемпіон Італії: 2020–21

ПСЖ
- Переможець Ліги чемпіонів УЄФА: 2024–25
- Чемпіон Франції: 2021–22, 2022–23, 2023–24, 2024–25
- Володар Кубка Франції: 2023–24, 2024–25
- Володар Суперкубка Франції: 2022, 2023, 2024
- Володар Суперкубка УЄФА (1): 2025